# Wielandssee
Der Wielandssee ist ein Gewässer im Gebiet der baden-württembergischen Stadt Tettnang im Bodenseekreis in Deutschland.

## Lage und Größe
Der See liegt rund sieben Kilometer südöstlich der Tettnanger Stadtmitte, östlich des Ortsteils Wielandsweiler und westlich von Oberwolfertsweiler, in einem Landschaftsschutzgebiet (FFH-Gebiet) auf einer Höhe von 476,3 m ü. NHN. Der See ist in Privatbesitz.
Die Größe des Wasserfläche beträgt 2,5 Hektar (etwa 170 Meter × 70 Meter), seine maximale Tiefe liegt bei 3,2 Metern, die durchschnittliche Tiefe beträgt 1,9 Meter; daraus ergibt sich ein Seevolumen von etwa 47.500 Kubikmetern. Die etwa 450 Meter lange Uferzone ist flach und mit den für Verlandungszonen typischen Pflanzen bewachsen. Das Einzugsgebiet des Wielandssees umfasst etwa 147 Hektar; davon sind 20 Prozent Wälder und 70 Prozent für die Landwirtschaft (davon 90 Prozent Grünland und 10 Prozent Sonderkulturen) genutzte Flächen.

## Entstehung
Wie die in der Nähe liegenden Deger-, Muttel- und Schleinsee entstand der Wielandssee gegen Ende der letzten Eiszeit als Schmelzwassersee. Hauptzufluss des Sees ist der Bach vom Kammerweiher und des Naturschutzgebiets Hirrensee. Über einen Wiesengraben und die Argen fließt das Wasser des Wielandssees in den Bodensee und damit in das Flusssystem des Rheins.

## Biologie
| Jahr                                                    | 2000*  | 2001  | 2007   | 2012   | 2017  |
| Gesamt PO4-Phosphor (µg/l)                              | 165,00 | 91,00 | 92,00  | 146,00 | 83,00 |
| Chlorophyll a (µg/l)                                    | 33,00  | 39,00 | 35,00  |        |       |
| Chlorophyll a-Spitze (µg/l)                             | 80,00  | 85,00 | 128,00 |        |       |
| anorg. Gesamt-Stickstoff (mg/l)                         |        | 1,63  | 1,27   |        |       |
| Sichttiefe (m)                                          | 1,80   | 1,40  | 1,30   |        |       |
| Trophiestufe                                            |        |       |        |        | p1    |
| * = nur sechs Messungen, sonst Jahresdurchschnittswerte |        |       |        |        |       |

### Flora
Das gesamte Ufer ist von Schilfröhricht umgeben. Des Weiteren wachsen hier unter anderem die Weiße Seerose (Nymphaea alba) und die Gelbe Teichrose (Nuphar lutea).

### Fauna
Bis 2007 waren Barsch, Hecht, Karpfen, Rotfeder, Schleie und Wels im See vorhanden.